# Comptine d'un autre été: L'après-midi
"Comptine d'un autre été: L'après-midi" is een instrumentaal nummer van de Franse musicus en componist Yann Tiersen. Het nummer verscheen als de vierde track op de soundtrack van de film Le Fabuleux Destin d'Amélie Poulain uit 2001.

## Achtergrond
"Comptine d'un autre été: L'après-midi" is, net zoals het grootste deel van de soundtrack, geschreven en geproduceerd door Tiersen zelf. De titel van het nummer vertaalt letterlijk naar "Kinderliedje uit een andere zomer: de middag". Er bevindt zich nog een tweede nummer met de titel "Comptine d'un autre été" op de soundtrack, die de subtitel "La démarche" draagt. Het nummer wordt volledig op de piano gespeeld.
"Comptine d'un autre été: L'après-midi" is een van de bekendste nummers uit de film en bereikte de hitlijsten in Duitsland, Frankrijk, Oostenrijk en Zwitserland. Het nummer wordt, naast het gebruik in de film, veel gebruikt in televisieseries, waaronder CSI: NY en Top Gear. Daarnaast zijn er covers gemaakt van het nummer door onder meer Jörg Perreten, Martin Ermen, See Siang Wong, Alena Cherny en Music Lab Collective. In 2018 stond het nummer in Nederland voor het eerst in de Radio 2 Top 2000 op plaats 1099.

## NPO Radio 2 Top 2000
| Nummer met noteringen in de NPO Radio 2 Top 2000 | '18  | '19  | '20  | '21  | '22  | '23  | '24  |
| ------------------------------------------------ | ---- | ---- | ---- | ---- | ---- | ---- | ---- |
| Comptine d'un autre été: L'après-midi            | 1099 | 1233 | 1125 | 1039 | 1064 | 1217 | 1018 |

1. ↑  Een vetgedrukt getal geeft de hoogste notering aan.
2. ↑  2018 was het eerste jaar met een notering voor dit nummer.